# Euproctis livia
Euproctis livia är en fjärilsart som beskrevs av Swinhoe 1903. Euproctis livia ingår i släktet Euproctis och familjen tofsspinnare. Inga underarter finns listade i Catalogue of Life.